# Coreboot
coreboot，原名LinuxBIOS，是一个旨在取代计算机中专有韌體（BIOS或UEFI）的软件项目，它采用轻量级固件设计，只执行加载和运行现代32位元或64位元操作系统所需的最少量任务。
由于coreboot要初始化裸硬件，所以必须为所要支持的每个芯片组和主板移植。因此而言，coreboot只适用于有限的硬件平台和主板型号。
coreboot的一个变种是Libreboot。

## 变种
目前存在许多基于coreboot代码的变种，每个变种的目标略有不同。
- librecore - 更关注自由、非x86和固件开发框架的一个变种。
- libreboot - 重点在移除二进制内容（blob）的一个变种。

Libreboot是一个无专有二进制blob的coreboot。
Libreboot项目使得将一些ThinkPad、MacBook和ARM Chromebook上网本修改为完全自由软件成为可能。

## 拓展阅读
- Open BIOSes for Linux（页面存档备份，存于）, by Peter Seebach
- LinuxBIOS ready to go mainstream, by Bruce Byfield
- First desktop motherboard supported by LinuxBIOS: GIGABYTE M57SLI-S4（页面存档备份，存于）, by Brandon Howard
- Video recording of Ron Minnich's LinuxBIOS talk from FOSDEM 2007
- Coreboot Your Service（页面存档备份，存于）, Linux Journal，2009年10月